# 藤原義懐
藤原 義懐（ふじわら の よしちか）は、平安時代中期の公卿。藤原北家九条流、摂政太政大臣・藤原伊尹の五男。官位は従二位・権中納言。花山天皇の外叔父。
花山天皇の治世にその外叔父として権勢を奮うが、天皇の出家・退位に従い出家し、政界を引退した。

## 経歴
円融朝の天禄3年（972年）正月に叙爵（従五位下）する。しかし、同年11月に父の摂政・藤原伊尹が急死し、さらに2年後の天延2年（974年）には二人の兄（挙賢・義孝）が同日に病死するという災難に見舞われた。執政の座は伊尹の弟である兼通に移ったため、その子息（藤原朝光・顕光・時光）が次々と公卿に昇進するのを横目に、義懐は藤原北家の嫡流筋でありながら昇進は遅滞した。天元5年（982年）には、ようやく従四位下に叙せられるも、右近衛少将を解かれている。ただ、同母姉である冷泉天皇女御の懐子が産んだ春宮・師貞親王がおり、その数少ない外戚として、天元2年（979年）には春宮亮に任ぜられている。
永観2年（984年）正月に従四位上に叙せられる。同年8月に師貞親王が践祚（花山天皇）すると義懐は一躍蔵人頭に抜擢され、10月の即位式に伴って一気に正三位まで昇叙。翌寛和元年（985年）には従二位・権中納言に叙任されるなど急速に昇進した。権中納言は直ちに摂関に就任可能な官職ではないものの、かつては叔父の兼通が天皇の外伯父の資格で権中納言から一気に内覧内大臣に昇進して、そのまま関白に就任した例もあり、義懐もまた次期の大臣・摂関の有力候補の一人になった。
義懐は権中納言ながら天皇の外戚として政治を領導するようになる。17才の花山天皇に、28才の義懐、そして父の代からの側近で天皇の乳兄弟でもある32才の藤原惟成という若い陣容が中心となって推進した荘園整理令といった新制の発布、貨幣流通の活性化などの革新的な政策は、円融朝以来の実力者である関白・藤原頼忠らとの確執を招いた。さらに、春宮・懐仁親王の外祖父である右大臣・藤原兼家も花山天皇の早期退位を願って、天皇や義懐と対決の姿勢を示した。そのため、宮中は義懐・頼忠・兼家の三つ巴の対立の様相を呈して政治そのものが停滞するようになっていった。
さらに、天皇の女性問題が混乱に拍車を掛ける。藤原為光の娘・忯子に心動かされた天皇は、忯子を女御にする事を望んだ。義懐の正室は忯子の実の姉であり、天皇は直ちに義懐に義父・為光の説得を命じた。娘婿の必死の懇願に為光も忯子を入内させた。だが、天皇の寵愛の余り忯子に無理を強いて結果的には病死してしまった。忯子の死にショックを受けた天皇は出家して供養をしたいと言い始める。義懐は天皇の生来の気質から、出家願望が一時的なものであると見抜き、惟成や更に関白・藤原頼忠も加わって天皇に翻意を促した。
しかし、寛和2年（986年）6月23日、花山天皇は深夜蔵人左少弁・藤原道兼に促されて宮中を後にして出家。直ちに、三種の神器が兄の道隆や異母弟道綱らの手により皇太子・懐仁親王の許に運ばれた。全て道兼ら兄弟の父親である兼家の策略だったと伝えられている（寛和の変）。義懐が花山天皇の「失踪」を知ったのは全てが終わったあとのことである。義懐と惟成は必死に天皇の居所の捜索にあたったが、義懐が元慶寺（花山寺）にて天皇を発見した時には天皇は既に出家を済ませていた。自分達の政治的敗北を悟った義懐は惟成と共にその場で出家した。当初、義懐は自身の出家までは考えていなかったが、惟成から「天皇の外戚として権勢を振るった者が、今さら宮仕えして新帝に縁のない身で、殿上人たちと交際を続けていくとなると、見苦しい目を見ることになるだろう」と諭され、義懐はそうかもしれないと深く悟り、出家したという
法名は悟真、受戒後は寂真。僧侶となった義懐は比叡山の飯室に籠る。もともと、自分から起こした道心ではなかったため、修行が長続きするかと、人々から危ぶまれた。しかし、出家後の僅か数年で複数の女性に手を出したと言われる花山法皇とは対照的に、義懐は藤原道長ら旧知の人達との交流は残しながらも、その残り人生のほとんどを仏門の修行に費やし、往生を遂げたという。
寛弘5年（1008年）7月17日薨去。享年52。その死を聞いた人々は「義懐は極楽往生を遂げたに違いない」と語り合ったと言われている。
なお、息子2人（尋円・延円）が義懐と共に出家、続いて成房も長保4年（1002年）、伊成も寛弘6年（1009年）に出家と、義懐の息子は若くして多くが出家の道をたどった。

## 人物
学はなかったが、世才は誠に優れ、朝廷の公事・典例などに通じていた（『大鏡』）。

## 官歴
- 天禄3年（972年） 正月7日：従五位下（大臣息）
- 天延2年（974年） 10月11日：侍従
- 天延4年（976年） 正月7日：従五位上（臨時）。4月18日：右兵衛権佐
- 貞元元年（976年） 11月14日：昇殿
- 貞元2年（977年） 正月7日：正五位下（春宮御給）
- 貞元3年（978年） 2月2日：右近衛少将
- 天元2年（979年） 正月29日：兼美作権守。7月1日：兼春宮亮（春宮・師貞親王）。10月10日：昇殿。11月：禁色
- 天元5年（982年） 正月6日：従四位下、止少将[2]。正月30日：備前権守
- 永観2年（984年） 正月7日：従四位上（亮功）。8月20日：侍従。8月27日：蔵人頭（本宮亮、依踐祚也）、春宮昇殿。9月4日：禁色。9月24日：右近衛中将（加外）。10月14日：従三位（御即位次、先坊亮労、越階）、右中将如元。10月17日：正三位（女叙位次、臨時、外舅）
- 永観3年（985年） 正月23日：丹波権守。9月14日：参議、右中将丹波権守如元。11月22日：従二位（主基国司）。12月27日：権中納言
- 寛和2年（986年） 6月24日：出家（依天皇御出家也）
- 寛弘5年（1008年） 7月17日：薨去

## 系譜
『尊卑分脈』による。
- 父：藤原伊尹
- 母：恵子女王 - 代明親王の娘
- 妻：藤原為雅の娘
  - 長男：尋円
  - 次男：延円（?-1040）
  - 三男：藤原成房（982-?）
- 妻：藤原為光の長女
  - 男子：藤原伊成
- 妻：日向守命茂（姓不明）の娘
  - 男子：尋増
- 生母不明の子女
  - 男子：藤原信懐
  - 男子：藤原教忠
  - 女子：

## 関連作品
- 『光る君へ』（2024年、NHK大河ドラマ、演：高橋光臣）